# Archotoplana dillonbeachensis
Archotoplana dillonbeachensis är en plattmaskart som beskrevs av Tor Karling 1964. Archotoplana dillonbeachensis ingår i släktet Archotoplana och familjen Otoplanidae. Inga underarter finns listade i Catalogue of Life.